# 真哲什福卢
真哲什福卢，是匈牙利沃什州所辖的一个村，总面积9.65平方公里，总人口1143，人口密度118.4人/平方公里（2010年1月1日）。